# Франжипан
Франжипа́н (фр. Frangipane) — ореховая масса или ореховый крем с миндалём, обычно используемый в качестве начинки для кондитерских изделий.
Термин впервые встречается во французской поваренной книге в 1674 году, так назывался пирог с заварным кремом, приправленный толчёным миндалём или фисташками. Многие кулинарные историки считают, что название «франжипан» или «франжипани» (итал. frangere il pane — переломленный хлеб) происходит от фамилии римских дворян Франджипани, ведущих историю от XI века. Один из Франджипани был придворным парфюмером короля Франции Людовика XIII и душил перчатки миндальной эссенцией, так что миндальный десерт назвали его фамилией.
Нет доказательств, что термин «франжипан» изначально относился к миндальной пасте. Так, в книге Larousse gastronomique 1938 года в числе ингредиентов миндаль даже не упоминается, под этим названием приведён рецепт обычного кондитерского крема, который может быть дополнен любым ароматом. В книге Gastronomie pratique 1928 года в рецепт входит измельчённое миндальное печенье макарон.
В наши дни франжипан делают из сливочного масла, сахара, яйца и молотого миндаля или миндальной муки, ароматизируют по желанию. По сути он представляет собой смесь измельчённого миндаля с заварным кремом. Франжипан используют как начинку в тартах, булочках, корзиночках, иногда и как самостоятельную выпечку.
Франжипан характерен для французской, в особенности рождественской кухни. На праздник Богоявления французы готовят из франжипана пирог волхвов, спрятав внутри боб. Пирог режут на кусочки и раздают детям. Нашедший в своём куске пирога боб становится «королём» (фр. le petit roi) на следующий год.

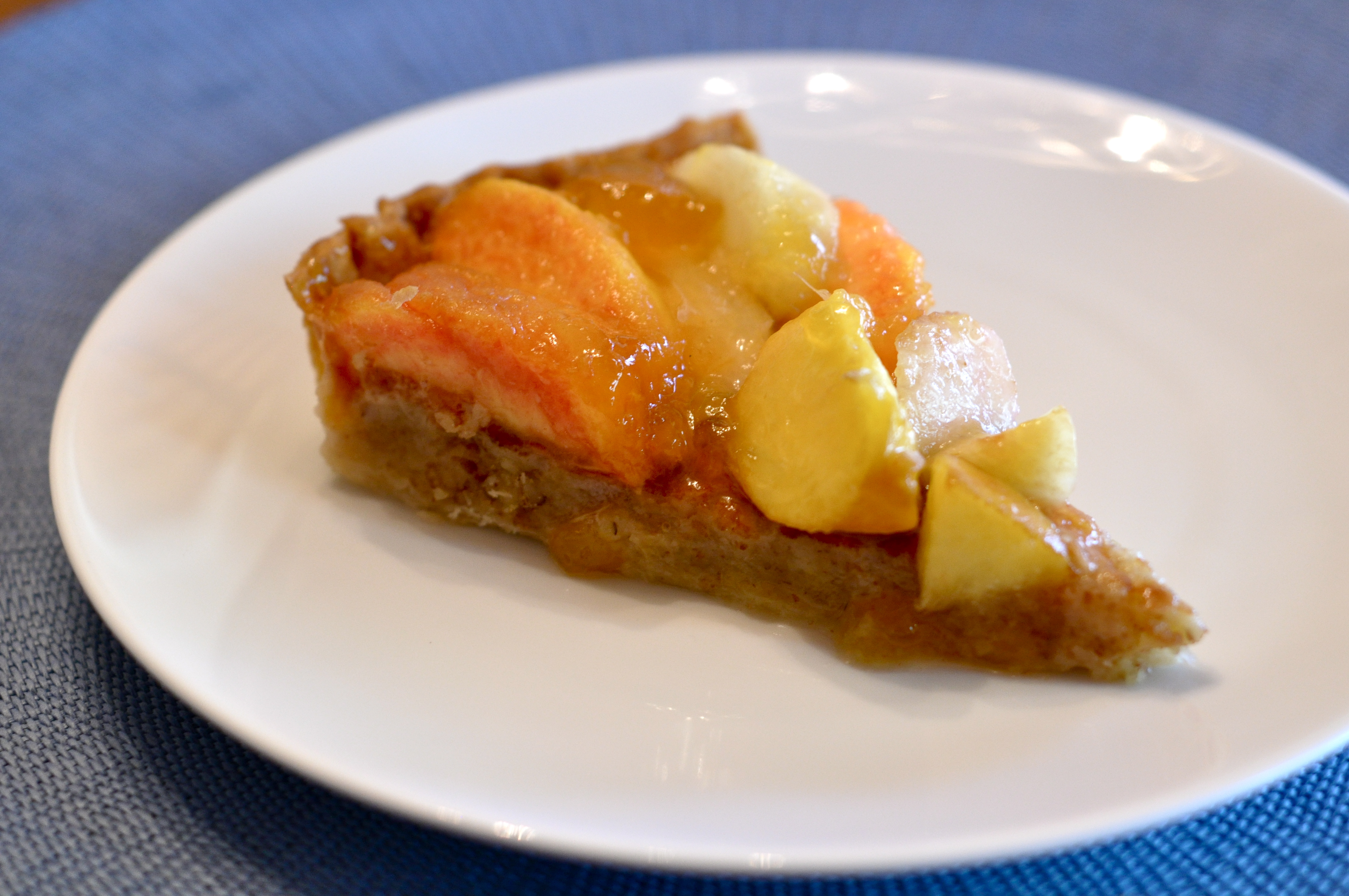
Тарт с франжипаном и персиками
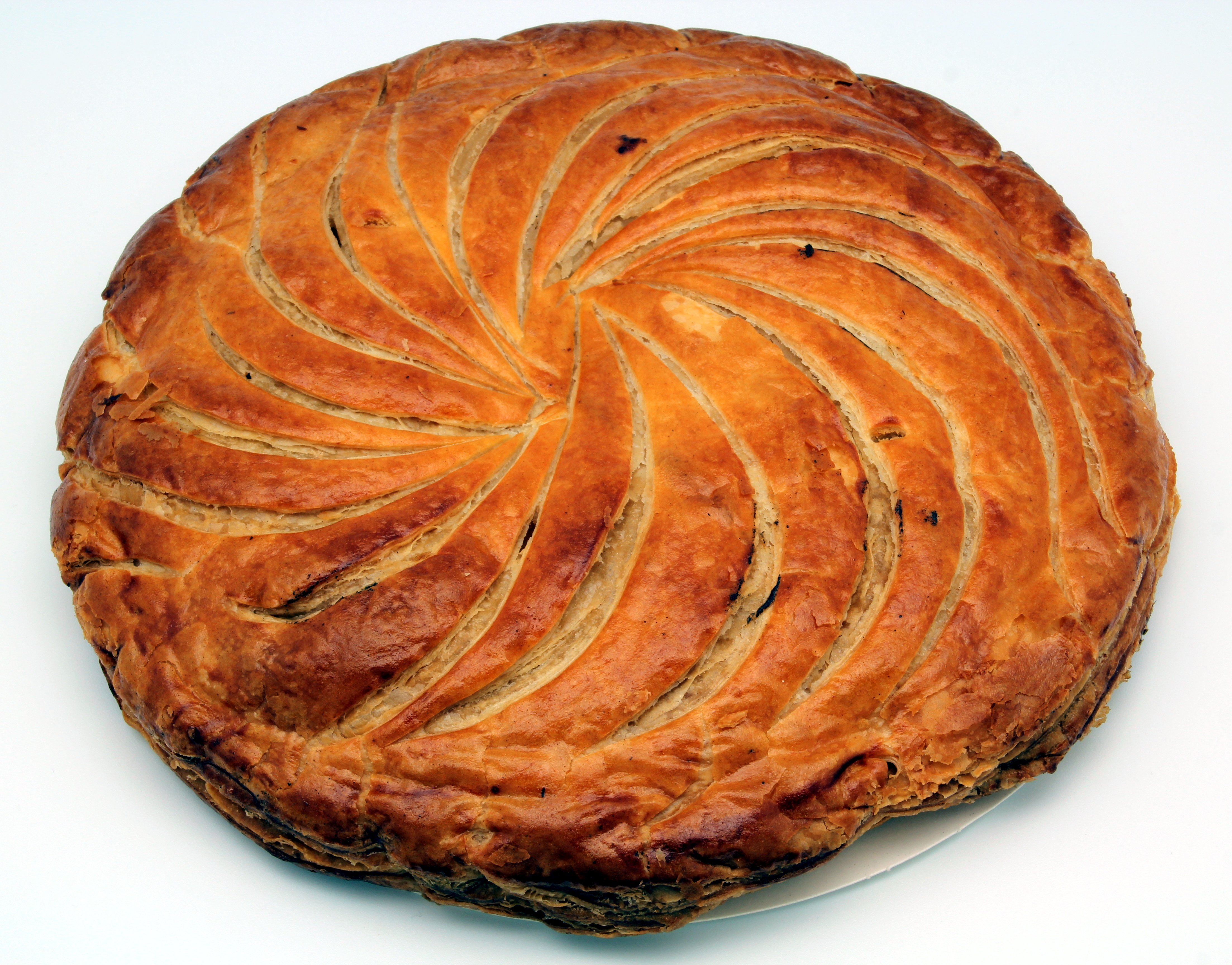
Пирог волхвов с франжипаном
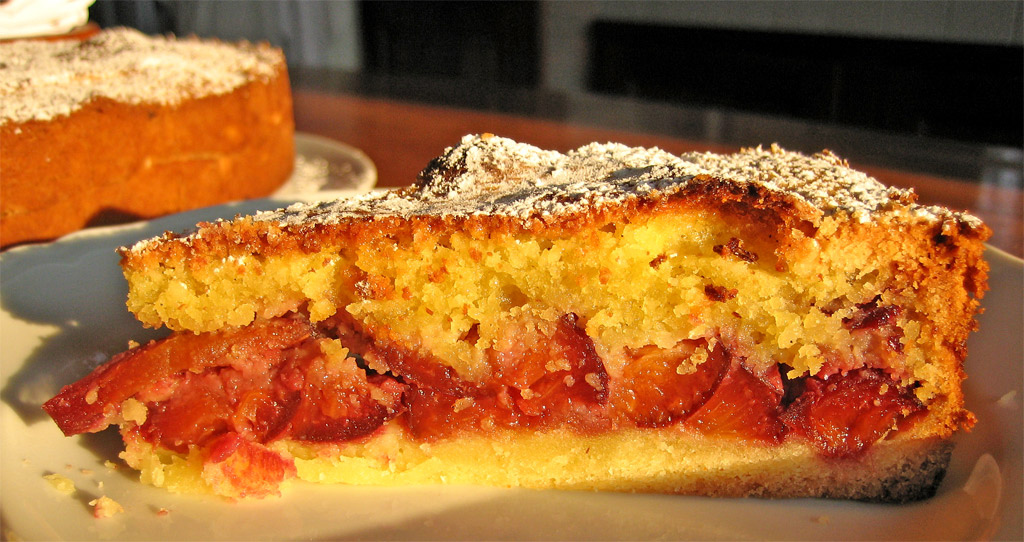
Франжипан со сливами
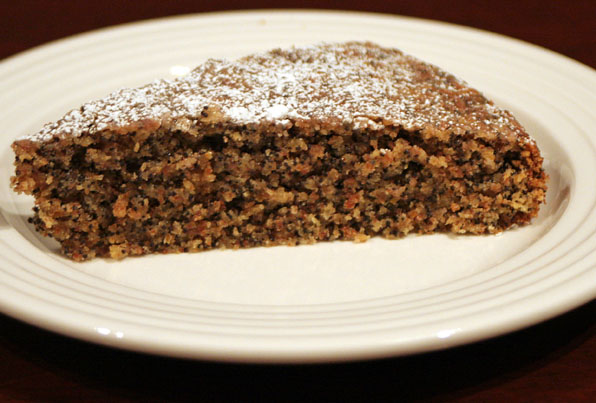
Миндально-маковый десерт
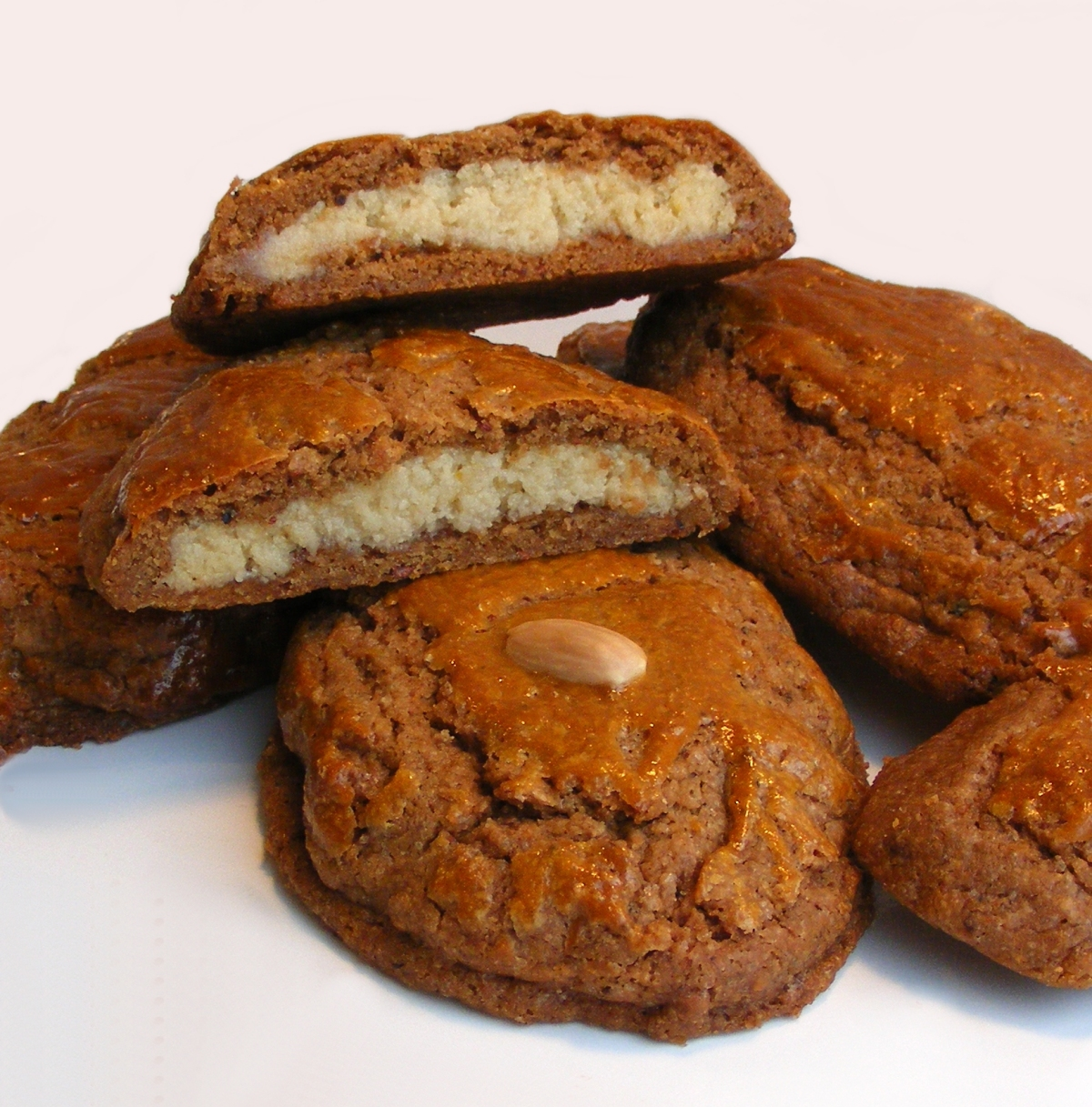
Печенье с франжипаном